# 国民保護

民間防衛を表す国際的な特殊標章。国際人道法で定義され、保護標章として使用されている。

国民保護（こくみんほご）とは、日本に対する武力攻撃があった際に、国民の生命、身体および財産を保護し、武力攻撃に伴う被害を最小に抑えるために、国、都道府県、市町村等が相互に連携協力して住民の避難や救援措置等を行うことをいう。国際的には民間防衛に相当する。

## 国民保護とは
国民保護とは、ジュネーヴ諸条約第一追加議定書及び第二議定書すなわち民間防衛条約に基づき、日本が戦争などの有事から文民を保護するために整備した武力攻撃事態等における国民の保護のための措置に関する法律（国民保護法）により、有事などの不測の事態に際して、国民の避難救援などを行うことをいう。諸外国では民間防衛或いは文民保護と称するが、通常国際的に民間防衛は戦争からの文民保護のみならず自然災害などからの救済といった災害対策をも包含する包括的概念である。日本において国民保護と呼称されることとなった背景には、外務省により民間防衛を文民保護と訳されていることから、日本政府による自国民の保護ということで国民保護というようになったものである。国民保護という呼称そのものは主に日本において用いられる。
日本においては防災と国民保護は異なる法律に規定されており、有事と災害の対策は分離して考えられている。また、国民保護法では、テロなどの被害に対しても有事の国民保護に準じた措置をとることとされている。このことから、今日の国民保護は重要影響事態（武力攻撃）及びテロリズムの脅威に対する措置として定められている。

## 基本指針
国民保護法に基づき国は対処基本方針及び国民保護に関する基本指針を策定し（第10条第1項）、閣議における決定及び国会報告の後、公示しなければならない（第32条第2項・第3項）。基本方針に定める事項については国民保護法第32条第2項に規定されている

## 国民保護計画
国民保護法に基づき指定行政機関、都道府県、市町村が策定しなければならない国民の保護に関する計画のことである（第10条第2項、第11条、第12条）。なお、国民保護計画に定める事項、策定の手続き等については国民保護法第33条から第35条に規定されている。国民保護計画は、総務省からフォーマットとして伝達された雛形に基づくもので、主として都道府県や市町村の地誌が解説され、住民の避難や救援といった国民保護措置に関する要領が定められている。ただし、自衛隊が侵略主体である敵の正規軍やテロリスト等と交戦中の地域においては、二次被害を防止する観点から、安全を確保する目処が立つまでは国民保護措置を実施できないため、住民に対しては差し当たり屋内退避が指示される。住民は、公共放送や防災無線に留意しつつ、正当防衛・緊急避難に徹しなければならない。
なお、国民保護措置は、日本国籍を有しない在日外国人や、密航や不法滞在等で国内に住む不法移民にも適用される。

## 不測時のエネルギー安全保障
農林水産省では、食糧法、国民生活安定緊急措置法、物価統制令を法的根拠とする「食料・農業・農村基本計画」(平成12年３月閣議決定)に基づくマニュアルを整備しており、有事・重要影響事態によって海外からの食料が輸入できなくなった場合、国として配給制度を実施したり、原野や休耕地等での耕作による食料の確保を行い、国民を保護する計画である。また、有事には化石燃料を緊急車両もしくは農林水産業に供用される車両に優先的に供給することが定められている。
国土交通省では、有事の際の資源等の緊急輸送のため、カボタージュ制度の下にある日本国籍の船舶について、海上運送法第26条に基づく航海命令を強制することができる。

## 国民向けの広報
有事の際、国はJ-ALERT（Jアラート：全国瞬時警報システム）を活用し、もしくは報道機関を通じて国民に向けた広報を行う。広報では、屋内退避や避難に関すること、各種の警報等が伝達される。
内閣官房・総務省、地方公共団体では、国民保護に関する訓練や会合に国民が参加する機会を設けるなど、平素より広報に努めている。その他、「武力攻撃やテロなどから身を守るために」と題したマニュアルを作成している。マニュアルの内容は簡易であり、日本有事の際でも万人が直ちに実践できる民間防衛の要領をまとめたものである。内容は屋内退避と応急救護処置の要領や有事法制についての解説が中心。このマニュアル「武力攻撃やテロなどから身を守るために」は、内閣官房が運営する国民保護ポータルサイトにおいて公開されている。また、同サイトでは、有事の際にJ-ALERTで吹鳴される「国民保護サイレン」を試聴することができる（試聴ページ）。